# Сако, Хосе Антонио
Хосе Антонио Са́ко-и-Лопес (исп. José Antonio Saco у López; 7 мая 1797, Баямо, Куба — 26 сентября 1879, Барселона, Испания) — кубинский политический деятель, депутат испанских кортесов, писатель

, философ

, социальный критик, публицист, эссеист, антрополог, историк. Один из основоположников либерально-позитивистского направления в кубинской историографии и самых выдающихся кубинских фигур XIX века. Был сторонником запрещения работорговли, развития образования, предоставления зависевшей от Испанской империи Кубе широкой автономии.

## Биография
Известный эрудит, родившийся 7 мая 1797 года в Баямо в семье адвоката. В 1809 году поступил в семинарию Сан-Карлос в Гаване под руководством Феликса Варелы. По образованию юрист. Получив степень бакалавра гражданского права, с 1821 года он преподавал философию в семинарии Сан-Карлос, заняв ту же кафедру, что и его бывший наставник.
В 1824 году уехал в Нью-Йорк, где занялся изучением политики. С 1824 по 1826 год он путешествовал по Соединённым Штатам. На некоторое время возвратился на Кубу и вновь уехал в США. В 1828—1831 годах вернулся в Нью-Йорк, где посвятил себя литературному труду. Среди этих начинаний он основал научный, политический и литературный еженедельник «Менсахеро кубано» (El Mensajero Quincenal), в котором выступал со статьями на политические и экономические темы. Там же подготовил свои первые книги, как «Проблемы праздности» (De la vagancia en Cuba y medios de extirparia, 1830).
В 1832 году он вернулся в Гавану, руководил колледжем Буэнависта и занимал пост редактора журнала «Ревиста биместре кубана» (Revista Bimestre Cubana), в котором публиковались статьи по темам иммиграции, статистики, образования, отмены рабства. Будучи лидером сторонников реформ, Сако выступал за ликвидацию работорговли и предоставление Кубе автономии. В 1833 году его многочисленные эссе о дорогах и условиях жизни, таких как бродяжничество, собранные в книгу «Записки о дорогах острова Кубы» (Caminos de la isla de Cuba), принесли ему первые премии на конкурсах, проводимых Патриотическим обществом (Sociedad Patriótica).
В 1834 году опубликовал памфлет «Справедливая защита Академии литературы» (Justa defensa de la Academia), в котором отстаивал создание на Кубе этого заведения. В том же году был выслан с острова из-за своих либеральных идей и антирабовладельческих принципов. Он отправился в Европу, жил в Мадриде, где перевёл с латыни на испанский язык знаменитый труд по римскому праву. В 1836 году он был избран представителем восточной части Кубы в испанских кортесах, но не занял своего места, поскольку мадридское правительство лишило колонии представительства. В 1838 году он опубликовал в Мадриде «Paralelo entre Cuba y algunas Colonias Inglesas». Вскоре после этого он отправился в турне по Европе. Он посетил Германию, Италию, Австрию, Португалию и, наконец, Францию.
В 1840 году он обосновался в Париже, где в 1845 году опубликовал работу «О пресечении торговли рабами на Кубе» (Supresión del tráfico de esclavos en Cuba), вызвавшую гнев многих рабовладельцев того времени, и в результате его шансы вернуться на Кубу сократились ещё больше. В 1848 году он опубликовал в Париже свою работу «Мысли о присоединении Кубы к Соединённым Штатам» (Ideas sobre la incorporación de Cuba a los E. U.), в которой выступил против аннексионистов, требовавших присоединения Кубы к США, и осудил стремление американских кругов захватить Кубу. Работа была немедленно переведена на английский и французский языки, а также опубликована в американской прессе. Опубликовал ещё ряд брошюр против аннексии Кубы США. В 1851 году была опубликована «La situación politica de Cuba y su remedio», а пару лет спустя, в 1853 году, — «La Cuestion Cubana».
В 1854 году ему представилась возможность вернуться на Кубу по действовавшей там амнистии. Он вернулся лишь несколько лет спустя, в 1861 году, с единственной целью — основать в Мадриде журнал, который защищал бы интересы Кубы, пока он жил во Франции. В 1866 году он был избран делегатом от города Сантьяго-де-Куба в Мадрид для отстаивания политических реформ на Кубе. Он входил в состав следственной комиссии под руководством Хосе Моралеса Лемуса, в работе которой принимал активное участие. В 1878 году он был переизбран тем же городом в испанские кортесы, но не занял пост из-за своей внезапной смерти.
В последние годы жизни он приступил к объемистому труду «Historia de la esclavitud desde lostiempos más remotos», несколько томов которого были опубликованы перед его смертью. Некоторые из прочих его работ включают «Историю рабства в Индиях» (Historia de la esclavitud entre los Indios) и статьи на различные темы, позже собранные в Colección de papeles varios в 1882 году в Гаване. Другие второстепенные работы были объединены в «Документы Сако» (Papeles de Saco) и «Посмертное собрание» (Colección póstuma).